# Leptodactylus riveroi
Leptodactylus riveroi là một loài ếch trong họ Leptodactylidae. Tên gọi bản địa của nó là sapo-rana rugoso de Rivero ("cóc-ếch xù xì Rivero").
Nó được tìm thấy ở Brasil, Colombia, Venezuela, và có thể Peru. Các môi trường sống tự nhiên của chúng là các khu rừng ẩm ướt đất thấp nhiệt đới hoặc cận nhiệt đới và sông. Nó không được xem là bị đe dọa theo IUCN. Nó được TS. Juan A. Rivero phát hiện ra.